# ドネーションミュージック
ドネーションミュージック（donation music）とは、音楽の購入代金で非営利団体に寄付を行うチャリティーシステム。所在地は東京都渋谷区。

## 概要
ドネーションミュージックとは音楽を使った寄付システムである。曲の購入代金の一部が寄付されるという点で従来のチャリティーソングと同じだが、異なるのは、売上に対する寄付金の割合が常に一定である点。購入代金の内、アーティストや音楽製作者に支払われる音楽原盤印税の全額寄付が基本となっている。
楽曲はiTunes Storeやレコチョク等の音楽配信サイトからダウンロードでき、曲の値段は一般の楽曲同様、PC配信で200円、着うたフルで315円～、着うたで105円程度。音楽配信における原盤印税の割合は税抜販売価格の約50〜58％のため、仮に300円の着うたフルの曲を購入すると、150円～158円が寄付される計算になる。
参加アーティストや寄付先はプロジェクトにより異なる。また、プロジェクト毎に協賛企業を募り、楽曲を協賛企業のテレビCM音楽として起用する手法も特徴の一つである。

## 沿革
2009年9月に電通の専門プランニングユニットである電通ソーシャルエンジンとCM音楽プロデュース会社 株式会社タートルミュージックとの共同プロジェクトとして立ち上げられた。その後、2010年6月に特定非営利活動法人ドネーションミュージックが設立される。代表は望月衛。

## プロジェクト一覧
- 2011.2.23～　内閣府「いのち支える（自殺対策）プロジェクト」キャンペーンソング
  - CMテーマ曲：　ワカバ「あかり-donation music ver.-」
  - 寄付先：　一般社団法人 日本いのちの電話連盟、特定非営利活動法人 国際ビフレンダーズ 東京自殺防止センター

- 2010.11.24～2011.11.23　草花木果CMキャンペーン2010～2011
  - CMテーマ曲：　坂本美雨「はじまりはじまり」
  - 寄付先：　 C.W.ニコル・アファンの森財団

- 2010.11.17～2011.6.30　ACジャパン（旧 公共広告機構）国境なき医師団支援キャンペーン2010
  - CMテーマ曲：　城南海 「ずっとずっと」
  - 寄付先：　国境なき医師団

＊2011年3月発生の東日本大震災の緊急支援として、この楽曲の寄付金は国境なき医師団を通じて東日本大震災への救援活動に寄付される。
- 2009.9.30～2010.6.30　ACジャパン（旧 公共広告機構）国境なき医師団支援キャンペーン BEYOND THE BORDER PROJECT
  - CMテーマ曲：　bleür（ブルー）「BEYOND THE BORDER」
  - 寄付先：　国境なき医師団